# Вверх и вниз по лестнице (телесериал, 1971)
«Вверх и вниз по лестнице» (англ. Upstairs, Downstairs) — британский телесериал, который транслировался на канале ITV с 10 октября 1971 года по 21 декабря 1975 года. В центре сюжета находилось богатое семейство Беллами, живущее в модном районе Белгравия, и их слуги. Действие в сериале происходило в период между 1903—1930 годами и с исторической точностью передает исторические моменты того времени.
Созданный актрисами Айлин Эткинс и Джин Марш, «Вверх и вниз по лестнице», транслировался на протяжении пяти сезонов и стал одним из самых успешных британских сериалов. Параллельно проект выходил в США на PBS, став самой рейтинговой программой в истории канала, а также в семидесяти других странах, при подсчете чего шоу в семидесятые наблюдало более одного миллиарда зрителей.
На протяжении всего периода трансляции сериал получил хорошие отзывы от критиков и отмечался различными наградами как у себя на родине, так и в США. Сериал выиграл семь «Эмми», в том числе и три премии за лучший драматический сериал, а также «Золотой глобус», «Пибоди» и две BAFTA TV. После завершения сериала был снят недолго просуществовавший американский спин-офф, а в 2010-2012 годах был снят одноимённый сериал-перезагрузка, закрытый после двух сезонов.